# 오쉬노부대
대한민국 아프가니스탄 재건지원단(大韓民國 阿富汗 再建支援團, 영어: RoK Joint Support Group for the Afghanistan, 상징명칭 : 오쉬노부대(Oshino 部隊, 영어: Oshino Division))은 대한민국에서 2010년 7월에 창설되어 아프가니스탄에 파병된 부대이다. 오쉬노는 아프가니스탄의 현지어로 친구 또는 동료를 의미한다.

## 역사
1989년에 소련군이 철수 후, 아프가니스탄에서는 내전이 일어났고, 2001년에는 탈레반 정권 붕괴된 후 탈레반 무장세력들이 테러를 일으켜서 수 많은 사회시설이 파괴되고, 수 백만명의 난민이 발생했으며 아프가니스탄의 치안상황은 완전히 악화되었다.
이후, UN에서는 2001년 안보리 결의안 제1383호를 의결하여 국제안보지원군을 창설하여 아프가니스탄의 안정화와 재건지원 활동을 실행했다. 그리고 2009년 10월 8일에는 결의안 제1890호를 의결하여 UN 회원국들에게 파병을 요청하였다.
그리하여 대한민국 정부는 2010년 2월 25일에 국회 본회의 파병 결의안 통과하여 2010년 7월에 오쉬노부대를 파병했다. 4년간 임무를 수행하고, 2014년 6월 23일에 해단식이 있고, 부대는 임무를 마치고 현지에서 철수하게 되었다.

## 임무
오쉬노부대는 4개 부대로 이루어져 있다.
- 경호경비대 - 지상 호송, 경호, 기지 방호 및 경계,카불주재 대한민국 대사관 방호 및 경계.
- 항공지원대 - 공중 호송 및 항공 정찰.
- 작전지원대 - 전투 지원 임무.
- 본부근무대

부대원들은 대부분 특전사, 해병대, 항공, 통신, 정비, 보급, 의무 주특기병 및 부사관, 장교들로 구성되어 있다.
오쉬노부대는 민간전문가 주도로 보건 및 의료, 교육이나 농촌개발 등 다양한 분야에서 재건 사업을 추진하는 한국 지역재건팀(PRT)을 지원, 주둔지 방어, PRT 요원의 활동시 호송과 경호 및 정찰임무 등을 수행하고 있다.

## 장비
- 리모아이-006

## 같이 보기
- 청해 부대
- 단비 부대
- 대한민국의 평화유지활동

## 참고
- “파병활동 아프가니스탄 오쉬노부대”. 파병공감. 2015년 9월 24일에 원본 문서에서 보존된 문서. 2015년 10월 28일에 확인함.
- “아프가니스탄 오쉬노부대('10. 7. ~ '14. 6.)”. 대한민국 국방부. 2016년 3월 5일에 원본 문서에서 보존된 문서. 2015년 10월 28일에 확인함.